# Hylorina sylvatica
Hylorina sylvatica, tiếng Anh thường gọi là Chilean Tree Frog, tiếng Tây Ban Nha gọi là Sapo Arboreo, là một loài ếch trong họ Leptodactylidae. Nó là đại diện duy nhất của chi Hylorina. Chúng được tìm thấy ở Argentina và Chile.
Các môi trường sống tự nhiên của chúng là rừng cận Nam cực, rừng ôn đới, đầm nước, đầm nước ngọt, và đầm nước ngọt có nước theo mùa. Nó có đặc điểm nổi bật là cặp chân dài giúp nó vượt qua các thảm thực vật. Loài này đang bị đe dọa do mất môi trường sống.